# Макбрайд, Саймон
Саймон Макбрайд (англ. Simon McBride; род. 9 апреля 1979, Белфаст) — северо-ирландский певец, гитарист, автор песен.

## Карьера
Макбрайд начал играть на гитаре, когда ему было девять лет. «Я сам родился в доме рок-н-ролла, и на меня повлияла музыка, которую слушал мой отец, когда я рос в Белфасте, он был и остаётся поклонником классических рок-групп, таких как Led Zeppelin, Deep Purple, Free и т. д., <…> Мне было около девяти лет, когда однажды я просто взял в руки гитару, сел с учебником и начал разучивать несколько аккордов». В возрасте 15 лет он принял участие в конкурсе «Молодой гитарист года» журнала «Guitarist», который проводился в том же году в конференц-центре «Уэмбли», и выиграл его.
Менее чем через год, через несколько месяцев после своего шестнадцатилетия, Макбрайд был принят в белфастскую метал-группу Sweet Savage, которая вновь собралась в 1994 году без гитариста-основателя Вивиана Кэмпбелла (который впоследствии стал участником Dio, Def Leppard и Whitesnake); его и заменил Макбрайд. Он гастролировал с группой и записал два альбома: Killing Time 1996 и Rune 1998.
Покинув Sweet Savage в 1998 году, он присоединился к ирландцу Эндрю Стронгу, который сделал себе имя в культовом фильме 1991 года Группа «Коммитментс» и продолжил карьеру певца. Игра со Стронгом резко контрастировала с Sweet Savage и включала в основном соул, R&B и некоторые поп-песни. Смена музыкального стиля была полезным опытом обучения и ближе по стилю к рок- и блюзовым исполнителям, которые некогда вдохновили Макбрайда начать играть на гитаре. Он провел шесть лет в турне со Стронгом, прежде чем уйти, чтобы заняться сольной карьерой.
В 2008 году Макбрайд выпустил свой дебютный альбом Rich Man Falling на Nugene Records, небольшом лейбле, специализирующемся на гитаристах и блюзовых исполнителях. Альбом содержит каверы на песню Be My Friend, изначально написанную Free, и песню Джими Хендрикса «Power of Soul».
К этому времени он играл на разогреве в Великобритании и Ирландии, предваряя концерты Джеффа Бека, Джо Бонамассы и американского слайд-гитариста Дерека Тракса. Осенью 2010 года он гастролировал по Великобритании в поддержку одного из своих ранних гитарных героев, Джо Сатриани. В 2011 году он играл на крупных фестивалях, включая фестиваль Гластонбери и других мероприятиях, включая специальное место гостя на фестивале Soul & Blues Дона Эйри в 2011 и 2013 годах.
Во время турне по Великобритании в 2011 году каждое выступление записывалось. Это привело к выпуску третьего компакт-диска Макбрайда Nine Lives (Nugene Records), названного так потому, что на нём девять концертных треков. Альбом также содержит четыре сольных акустических трека, один из которых представляет собой акустическое исполнение заглавного трека его релиза 2008 года Rich Man Falling.
В 2012 году он выпустил «Crossing The Line» (Nugene Records), альбом, состоящий в основном из оригинальных работ, а также песню Blood, Sweat & Tears «Go Down Gambin». Альбом был записан в Белфасте, Северная Ирландия, и Мэриленде, США, и сведен в Нью-Йорке опытным продюсером и инженером Питером Дененбергом. Этот альбом попал в несколько ежегодных чартов «best of», в том числе в журнале Classic Rock.
В 2016 году Макбрайд присоединился к рок-группе Snakecharmer, которая была сформирована из бывших участников Whitesnake, заменив Микки Муди, и записал их новый альбом «Second Skin», выпущенный в мае 2017 года, с тех пор гастролируя с ними.
В марте 2022 года он был нанят в Deep Purple чтобы временно заменить Стива Морса, который отказался от гастролей чтобы временно быть со своей женой во время её борьбы с раком. До того, как он присоединился к группе, он работал с клавишником Deep Purple Доном Эйри в его сольных турах в составе «The Don Airey Band» или «Don Airey & Friends». 23 июля 2022 года было объявлено, что Стив Морс навсегда покинул группу, и сказал: «Сейчас я передаю ключи от хранилища, в котором хранится секрет того, как было записано вступление Ричи в Smoke on the Water», и что Макбрайд добился успеха".

## Оборудование и преподавание
Будучи ещё подростком, Макбрайд привлёк внимание ведущего в мире независимого производителя гитар Пола Рида Смита, и по сей день Макбрайд является артистом, эндорсером PRS Guitars. Мероприятие, ежегодно проводимое на заводе PRS Guitars в Мэриленде, США, где Макбрайд играл вместе с такими исполнителями, как Сантана и Бадди Гай. Он также является эндорсером усилителей Victory и струн Rotosound Strings.
Он является приглашенным преподавателем в дублинской школе BIMM (Брайтонский институт современной музыки), а также был приглашённым преподавателем в летней школе Международного фонда гитары и в BIMM в Бристоле.